# Heinrich Julius Oppermann
Heinrich Julius Oppermann (auch Henrich Julius Oppermann; * 15. August 1752 in Göttingen; † 12. Oktober 1811) war ein deutscher Mathematiker, Gymnasiallehrer, Hochschuldozent und 1805–1811  Universitätsarchitekt in Göttingen.

## Leben und Wirken
Heinrich Julius Oppermann war ursprünglich Uhrmachergeselle, studierte seit 1774 an der Universität Göttingen Mathematik und verdiente sich von 1779 (1783?) bis 1797 ein „Zubrot als Kollaborator“ (Hilfslehrer) „bey den beiden ersten Classen“ am städtischen Gymnasium in Göttingen. Seit seiner Bestellung 1785 zum staatlichen Lehrbeauftragten der Universität konzentrierte er sich stärker auf seine Aufgaben als Privatdozent der Mathematik. 1788 gab Oppermann „in besonderen Lehrstunden (...) acdemischen Unterricht in der reinen Mathematik, Algebra, practischen Geometrie, Mechanik und in der bürgerlichen und Kriegsbaukunst“.
1791 wurde ihm der Charakter und Rang eines Bau-Commissarius beigelegt, doch blieben seine Pflichten als Stadtschullehrer und Universitätsdozent unverändert. Eine kuriose Nebenbeschäftigung des Baukommissars war die Aufsicht über die „Universitäts Sprützen“. 1798 bemühte sich Oppermann von Göttingen aus auch um Aufträge im benachbarten Hessen, dem Eichsfeld und im Corveyischen, insbesondere als Gutachter bei Streitigkeiten im Bau- und Vermessungswesen, wie z. B. beim Mühlenbau.
Am 9. Mai 1805 ernannte das Universitäts- und Schuldepartement Oppermann als Nachfolger des erkrankten und zurückgetretenen Universitätsbaumeisters Georg Heinrich Borheck zum neuen Universitätsarchitekten. Oppermann starb 1811; sein Nachfolger als Universitätsarchitekt wurde Justus Heinrich Müller.
Aus Oppermanns gut sechsjähriger Zeit als Universitätsbaumeister sind keine eigenständigen Entwürfe und Bauprojekte bekannt. Immerhin organisierte er den Bauvertrag zum Göttinger Universitäts-Gewächshaus als mutmaßliches Erstlingswerk seines späteren Nachfolgers Müller. Während der Zeit des Königreichs Westphalen stand offenbar auch wenig Geld für Bauvorhaben der Universität zur Verfügung. Symptomatisch war die jahrelange Unterbrechung des 1803 begonnenen und erst 1816 fertiggestellten Neubaus der Sternwarte Göttingen. Oppermanns Vorgänger Borheck lästerte 1809: „der arme Oppermann hat eine klägliche Rolle“.

## Sonstiges
Oppermann besaß ab 1806 das Haus Lange Geismarstraße 66 in der Göttinger Innenstadt.
Heinrich Julius Oppermanns älterer Bruder Heinrich (1750–1804) war ebenfalls Lehrbeauftragter für Mathematik an der Universität Göttingen.